# بلوفيلد
بلوفيلد (فيرجينيا الغربية) (بالإنجليزية: Bluefield, West Virginia) هي مدينة تقع في الولايات المتحدة في Mercer County. يقدر عدد سكانها بـ 10,447 نسمة ومساحتها 22.95 كم2 وترتفع عن سطح البحر 795.8 متر.

## التركيبة السكانية
قام مكتب تعداد الولايات المتحدة بتحديد بيانات التركيبة السكانية لبلوفيلدفي تعداد الولايات المتحدة. في ما يلي، التركيبة السكانية حسب تعدادي 2000 و2010.

### تعداد عام 2000
بلغ عدد سكان بلوفيلد 11,451 نسمة بحسب تعداد عام 2000، وبلغ عدد الأسر 5,038 أسرة وعدد العائلات 3,078 عائلة مقيمة في المدينة. في حين سجلت الكثافة السكانية 1,311.3 نسمة لكل ميل مربع (506.3/كم2). وبلغ عدد الوحدات السكنية 5,966 وحدة بمتوسط كثافة قدره 683.2 نسمة لكل ميل مربع (263.8/كم2).
وتوزع التركيب العرقي للمدينة بنسبة 75.84% من البيض و 0.12% من الأمريكيين الأصليين و 0.56% من الأمريكيين ذوي الأصول الآسيوية و 0.01% من سكان جزر المحيط الهادئ و 22.14% من الأمريكيين الأفارقة و 0.21% من الأعراق الأخرى و 1.13% من عرقين مختلطين أو أكثر. فيما شكل الهسبانيون أو اللاتينيون من أي عرق نسبة 0.52% من السكان.
بلغ عدد الأسر 5,038 أسرة كانت نسبة 24.7% منها لديها أطفال تحت سن الثامنة عشر تعيش معهم، وبلغت نسبة الأزواج القاطنين مع بعضهم البعض 43.5% من أصل المجموع الكلي للأسر، ونسبة 13.9% من الأسر كان لديها معيلات من الإناث دون وجود شريك، وكانت نسبة 38.9% من غير العائلات. تألفت نسبة 34.9% من أصل جميع الأسر من أفراد ونسبة 17.5% كانوا يعيش معهم شخص وحيد يبلغ من العمر 65 عاماً فما فوق. وبلغ متوسط حجم الأسرة المعيشية 2.87، أما متوسط حجم العائلات فبلغ 2.23.
بلغ العمر الوسطي للسكان 42 عاماً. وكانت نسبة 9.0% بين الثامنة عشر والأربعة وعشرون عاماً، ونسبة 23.5% كانت واقعةً في الفئة العمرية ما بين الخامسة والعشرون حتى والأربعة وأربعون عاماً، ونسبة 24.5% كانت ما بين الخامسة والأربعون حتى الرابعة والستون، ونسبة 21.5% كانت ضمن فئة الخامسة والستون عاماً فما فوق. يوجد لكل 100 أنثى 84.4 ذكر، ويوجد لكل 100 أنثى في الثامنة عشر من عمرها فما فوق 79.5 ذكر.
بلغ متوسط دخل الأسرة في المدينة 27,672 دولار، أما متوسط دخل العائلة فبلغ 36,508 دولار. وكان متوسط دخل الذكور 31,396 دولار مقابل 21,051 دولار للإناث. وسجل دخل الفرد الخاص بالمدينة 17,751 دولار. وكانت نسبة 13.0% من العائلات ونسبة 19.3% من السكان تحت خط الفقر، وكان من هؤلاء نسبة 28.2% تحت سن الثامنة عشر ونسبة 10.9% في الخامسة والستين من العمر وما فوق.

### تعداد عام 2010
بلغ عدد سكان بلوفيلد 10,447 نسمة بحسب تعداد عام 2010، وبلغ عدد الأسر 4,643 أسرة وعدد العائلات 2,772 عائلة مقيمة في المدينة. في حين سجلت الكثافة السكانية 1,179.1 نسمة لكل ميل مربع (455.3/كم2). وبلغ عدد الوحدات السكنية 5,457 وحدة بمتوسط كثافة قدره 615.9 لكل ميل مربع (237.8/كم2).
وتوزع التركيب العرقي للمدينة بنسبة 73.7% من البيض و 0.3% من الأمريكيين الأصليين و 0.5% من الأمريكيين ذوي الأصول الآسيوية و 23.0% من الأمريكيين الأفارقة و 2.3% من عرقين مختلطين أو أكثر.
بلغ عدد الأسر 4,643 أسرة كانت نسبة 26.1% منها لديها أطفال تحت سن الثامنة عشر تعيش معهم، وبلغت نسبة الأزواج القاطنين مع بعضهم البعض 38.6% من أصل المجموع الكلي للأسر، ونسبة 16.5% من الأسر كان لديها معيلات من الإناث دون وجود شريك، بينما كانت نسبة 4.6% من الأسر لديها معيلون من الذكور دون وجود شريكة وكانت نسبة 40.3% من غير العائلات. تألفت نسبة 35.0% من أصل جميع الأسر من أفراد ونسبة 15.1% كانوا يعيش معهم شخص وحيد يبلغ من العمر 65 عاماً فما فوق. وبلغ متوسط حجم الأسرة المعيشية 2.83، أما متوسط حجم العائلات فبلغ 2.21.
بلغ العمر الوسطي للسكان 43.1 عاماً. وكانت نسبة 20.8% من القاطنين تحت سن الثامنة عشر، وكانت نسبة 9.2% بين الثامنة عشر والأربعة وعشرون عاماً، ونسبة 22.2% كانت واقعةً في الفئة العمرية ما بين الخامسة والعشرون حتى والأربعة وأربعون عاماً، ونسبة 28.6% كانت ما بين الخامسة والأربعون حتى الرابعة والستون، ونسبة 19.2% كانت ضمن فئة الخامسة والستون عاماً فما فوق. وتوزع التركيب الجنسي للسكان بنسبة 46.8% ذكور و53.2% إناث.